# Amortisseur
 (février 2017).
Si vous disposez d'ouvrages ou d'articles de référence ou si vous connaissez des sites web de qualité traitant du thème abordé ici, merci de compléter l'article en donnant les références utiles à sa vérifiabilité et en les liant à la section « Notes et références ».
Un amortisseur est un système mécanique destiné à atténuer la force d'un choc ou l’amplitude des oscillations d'un objet en amortissant ses vibrations, généralement par dissipation d'énergie. De nombreux phénomènes physiques peuvent être utilisés pour absorber l’énergie cinétique de l’objet en mouvement : pertes de charge d'un fluide, frottement, comportement hystérétique, etc. Cette énergie est souvent transformée en énergie thermique mais peut être convertie dans une autre forme, par exemple électrique.

## Anecdote historique
Une des premières applications d’amortisseurs sismiques est certainement celle du temple de Ségeste en Sicile, construit dans la seconde moitié du Ve siècle av. J.-C. En effet, les énormes piliers du temple reposent sur une couche d’environ 1 à 2 cm de plomb, ce qui lui a permis de résister aux nombreux séismes qui ont frappé la région au cours des siècles et lui a permis de rester intact, bien qu’inachevé[réf. nécessaire].

## Différentes techniques

### Élasticité de la matière
Un simple morceau (feuille, cale ou silentbloc) d'un matériau souple (caoutchouc, plastique) peut servir d'amortisseur. Ce type d'amortissement permet souvent l'isolation d'une machine ou d'un organe pour des vibrations de faibles amplitudes.

### Déformation de la matière

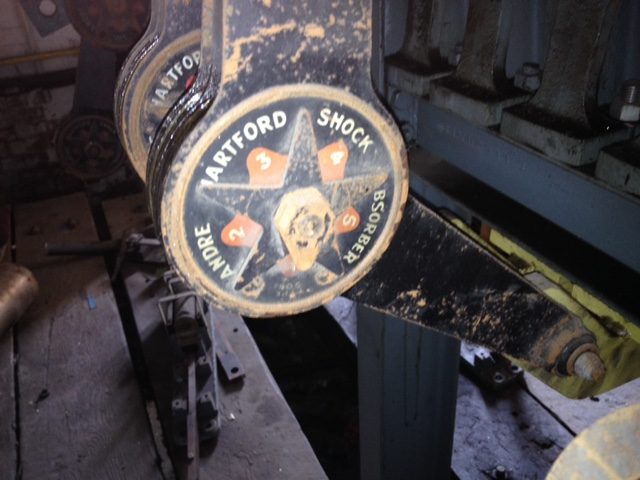
Amortisseur à friction

Systèmes à rubanC’était une solution de la « Belle Époque », peu efficace, qui était constituée d’un ruban (cuir ou caoutchouc) enroulé et relié au ressort à lames du véhicule dans le but d'« étouffer » les oscillations. Son action n’était efficace que dans le sens de la compression. L’amortissement était suppléé par le frottement des lames entre elles.
Systèmes à frictionLe montage de pièces de friction en contact permanent permet un amortissement ; ce système est peu coûteux, mais manque de souplesse dans ses réglages. De plus, il comporte des pièces d'usure aux points de frottement, impliquant une maintenance régulière. La société Citroën en avait équipé ses premiers modèles Traction Avant sur la suspension avant.

### Utilisation des fluides

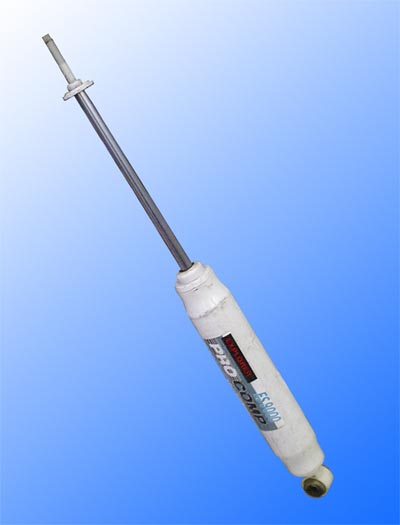
Amortisseur hydraulique

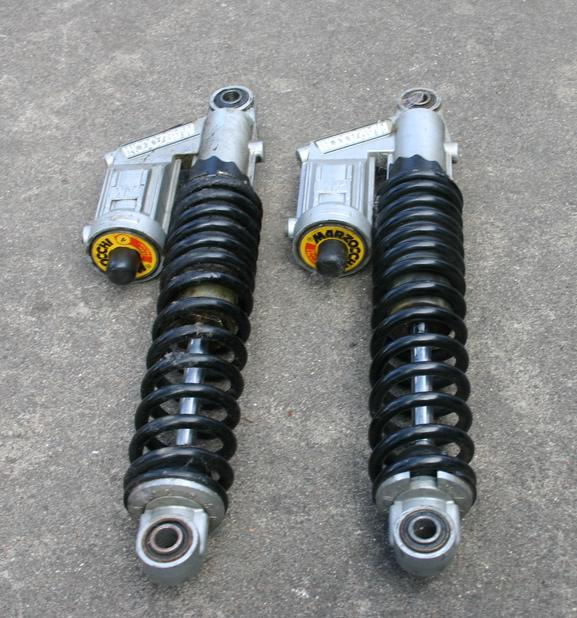
Amortisseurs oléopneumatiques à bonbonne de gaz séparée

Animation amortisseur oléopneumatique monotube.

Les amortisseurs à fluide représentent la très large majorité des systèmes actuels[réf. nécessaire].
Amortisseurs hydrauliques (bitube)

Animation amortisseur hydraulique bitube.

Il s'agit du modèle le plus courant, équipant la quasi-totalité des automobiles actuelles. Le mouvement de la tige (A) provoque celui d'un piston (D) à travers un fluide visqueux (E) tel que l'huile, qui est forcée de traverser le piston par de petits orifices. Cette petite quantité d'huile est évacuée vers le tube extérieur (B) (rempli d'air ou d'azote) à travers la soupape du fond (F). Cet écoulement forcé dissipe de l'énergie sous forme de chaleur, qui est à son tour dissipée dans l'atmosphère. D'autre part, cela résiste au mouvement du piston d'autant plus fortement qu'il se déplace vite. Des systèmes sophistiqués de valves permettent pour certains modèles d'autoriser le fluide à s'écouler différemment dans chaque sens, ce qui permet d'avoir une résistance au mouvement différente à l'extension et à la compression selon l'effet désiré (confort ou rigidité du véhicule);
Amortisseurs oléopneumatiques ou hydropneumatiques (monotube)Ils se déclinent en de nombreuses variations, qui comportent toutes au moins une chambre (F) contenant un gaz comprimé (air ou azote), ainsi qu'une chambre (D) contenant un fluide visqueux tel que de l'huile. Les deux chambres sont séparées le plus souvent par un piston flottant interne (E) qui évite le mélange du gaz et de l'huile. Lorsqu'on appuie sur la tige (A), elle entre dans le corps (C) et diminue le volume disponible pour les fluides. Les liquides étant quasi incompressibles, le gaz se comprime et sa pression augmente, ce qui tend à repousser la tige en position étendue : le gaz agit comme un ressort, mais présente l'avantage de résister plus progressivement à l'enfoncement. Le mouvement de la tige force l'huile à traverser le piston (B) à travers de petits orifices qui y sont percés, freinant plus ou moins le déplacement selon la taille des orifices, de la même manière qu'un amortisseur classique. Ce système équipe la très grande majorité des avions de ligne moderne car, s'il est plus cher et complexe que l'amortisseur à ressort, il est à la fois très compact, fiable, léger et robuste. La réserve de gaz peut éventuellement être placée dans un réservoir séparé du tube principal avec des vannes de réglage en détente et compression.
Ce système a été repris et transformé en une version active par Citroën pour la suspension hydropneumatique « Hydractive » montée sur ses modèles moyen-haut et haut de gamme à partir de la Citroën DS de 1955 jusqu'en 2017, année de disparition de la Citroën C5.
Amortisseurs hydrauliques à palettesAncien système d’un fonctionnement similaire au vérin rotatif, il est constitué d’un corps dans lequel une palette immergée dans un bain d’huile freine, par l’intermédiaire de clapets tarés, le passage d’une chambre à l’autre. Cette palette est reliée fixement à un bras lui-même relié à l’essieu. Différentes solutions permettent d'avoir une règle d'amortissement pour la compression une autre pour la détente. Ce dispositif équipera des automobiles de grandes séries et de compétition jusqu'aux années 1960. La marque Houdaille était très connue, elle équipait aussi bien les Citroën, Hotchkiss, Delage, Salmson, Peugeot, Panhard, Cottin & Desgouttes même les premières Tractions Citroën ainsi que les Maserati de Formule 1 (Maserati A6GCM, Maserati 250F). Lorsque la première version de l'AMI 6 est sortie d'usine elle avait des amortisseurs à friction, comme les 2CV, mais il était possible de remplacer ceux-ci par des amortisseurs "Houdaille" rotatifs hydrauliques.
Amortisseurs hydrauliques à levier : Même technique que le vérin rotatif à pignon-crémaillère ; C’est un corps de vérin rempli d’huile dans lequel se déplace un piston-crémaillère qui actionne un pignon relié à la suspension. Cet amortisseur fait partie de la suspension avant des véhicules Austin A40 et Morris Marina.
- Amortisseur pneumatique : Fondé sur le principe du vérin ou du coussin gonflable, cet amortisseur a un emploi très diversifié tant dans le domaine : 
  - du transport : Suspension de véhicules de transport (modèle Stradair de Berliet) ou suspension de cabines des gros camions (TIR).
  - du sismique : pour l’amortissement des mouvements sismiques appliqués aux installations et immeubles. Ces amortisseurs sont placés sous l’installation en position verticale et horizontale.
  - isolation des installations fonctionnant avec des systèmes à vibration (ex:grille de décochage de fonderie, transporteur vibrant)
- Amortisseur à inertie : C’est un modèle d’amortisseur adopté par Citroën pour sa 2 CV. Il est composé d’un cylindre rempli d’huile et dans lequel une masse en fonte (batteur à inertie) se déplace librement entre deux ressorts.

### Phénomène magnétique
Amortisseur magnéto-rhéologique : Le système est fondé sur le comportement d’un fluide qui varie par l’action d’un champ magnétique. De microscopiques particules magnétiques sont incorporées au fluide hydraulique (huile de synthèse), dont la viscosité varie en fonction de l’intensité du courant envoyé dans la bobine placée dans le corps du piston. Celui-ci est directement influencé dans son mouvement par l’épaississement du fluide qui s’écoulera plus ou moins lentement par les orifices pour passer d’une chambre à l’autre. Cette fluidité est contrôlée par un dispositif électronique propre à chaque amortisseur, ce qui pour un véhicule automobile, permet de régler la dureté de chaque amortisseur et l’adapter à la conduite désirée. Ce système est utilisé sur certains modèles de véhicules dès  1989 sur Mazda 626 coupé avec trois positions confort/normal/sport. Audi (amortisseur magnétique avec tarage au choix, confort/sport sur TT Coupé 2006 et R8 - de l'équipementier BWI Group).

### Moteurs linéaires
L'amortisseur classique peut être complètement remplacé par un amortisseur à moteur linéaire. Ce type de moteur utilise une actuation quasi instantanée de position en fonction d'un signal électronique. Le système le plus connu est celui de la société Bose qui semble avoir été abandonné en 2016.

## Autres utilisations
Amortissement de vérinC’est un dispositif ajouté en bout du piston qui amortit et ralentit la course. En fin de course, le dispositif pénètre dans une chambre et comprime le fluide qui s’y trouve. L’échappement de ce fluide peut être plus ou moins important en fonction des besoins et contrôlé par un régulateur d’échappement.
Amortissement sur disque d’embrayageLe disque d’embrayage, organe de liaison entre moteur et boîte de vitesses, sert à retransmettre d’importants efforts qui demandent donc un amortissement supplémentaire lors de l’action du pédalier. Le disque est muni de petits ressorts qui font la liaison entre la partie friction et la partie arbre de sortie qui travaille à la torsion. De plus ces ressorts encaissent les brusques variations de régime du moteur au niveau de la boîte de vitesses. Les disques d’embrayage des voitures de compétition ne possèdent pas d’amortissement et la prise est directe et brutale
Amortisseur de chocsCes amortisseurs fonctionnent par la transformation d’énergie cinétique en énergie thermique. L’amortisseur est composé d’un piston qui pousse le fluide à travers de petits orifices calibrés, qui ont pour but d’élever la température de ce fluide. Cette énergie thermique est dissipée vers l’extérieur à travers le corps de l’amortisseur.
Amortisseur de portes et tiroirsC’est le même principe que l’amortisseur de chocs, de très petites dimensions (environ 8 mm de diamètre et 8 à 10 cm de long), il s’intègre au mobilier pour amortir la fermeture des tiroirs ou portes.
Amortisseur de fusilC’est une fausse cartouche qui comporte un ressort intérieur qui amortit le choc occasionné sur l’amorce. Destinée aux fusils sans chien, il permet de faire fonctionner l’arme sans courir le risque de casser les percuteurs qui sont amortis par cette cartouche spéciale.
Amortisseur de sonL’isolation phonique est un problème environnemental qui est en partie résolu par l’emploi de matériaux mous ou/et ayant un profil spécifique, aptes à absorber les vibrations et à dévier les bruits vers l’extérieur.
Amortisseur sismiqueC’est tout un ensemble d’amortisseurs qui peut aller du coussin d’air gonflable au vérin hyper sophistiqué qui, par l’intermédiaire de capteurs électroniques, adapte instantanément son fonctionnement aux impulsions sismiques enregistrées. Dans l'antiquité, les constructeurs du temple de Ségeste (Sicile) ont intercalé des plaques de plomb (environ 1 à 2 cm d'épaisseur) entre la base des colonnes et le radier, ce qui aurait protégé le bâtiment des séismes.

## Utilisations
- Automobile, transport (Suspension de véhicule)
- Mécanique générale
- Construction parasismique
- Aéronautique (voir une photo des amortisseurs de traînée entre les pales d'un hélicoptère sous plateau cyclique)